# Corso Pod Lipami

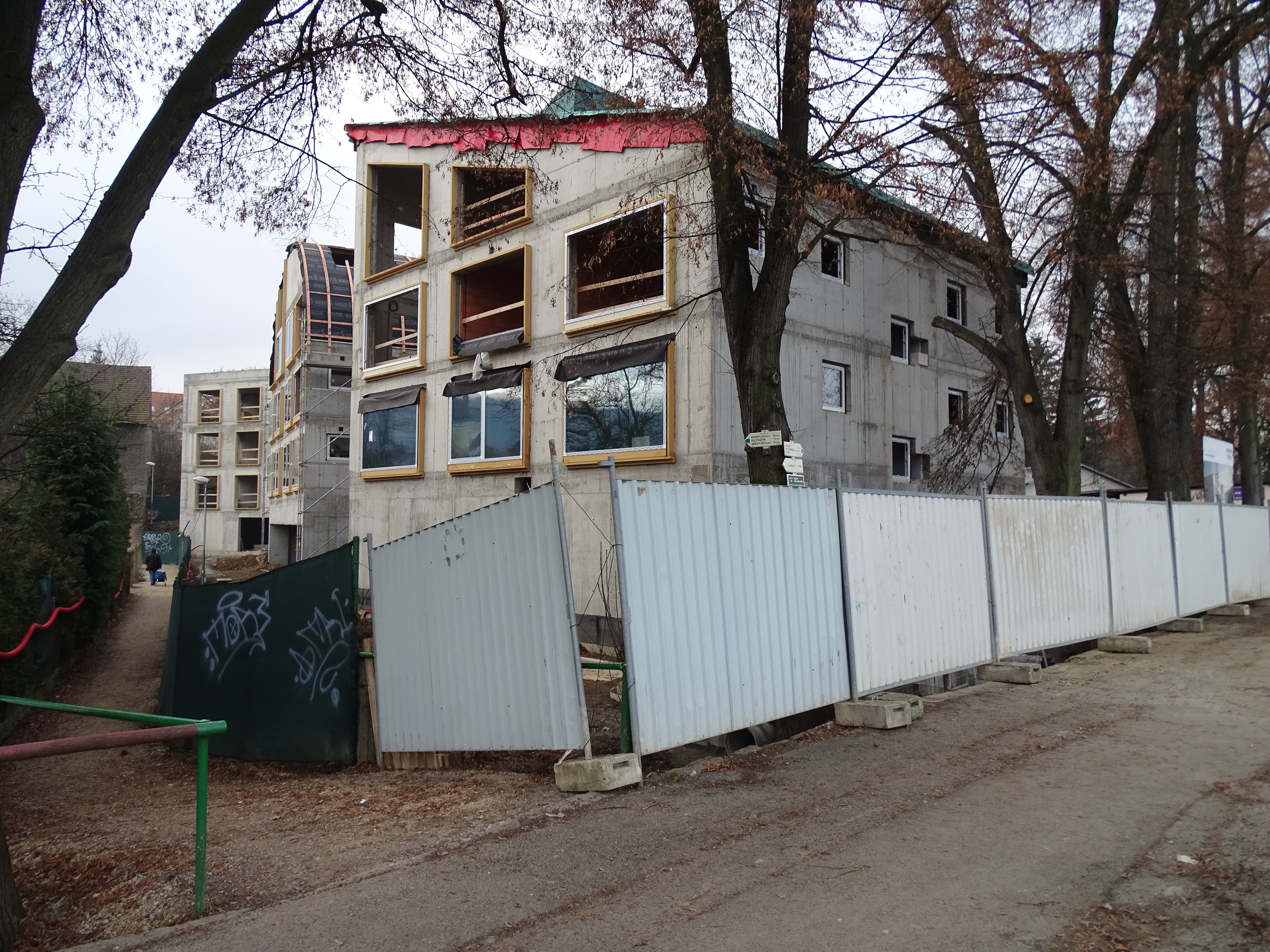
Výstavba areálu v roce 2016

Corso Pod Lipami je převážně bytový komplex ve středočeském městě Řevnice. Nachází se zde obchody a 50 jedno až čtyřpokojových bytů. Výstavba probíhala mezi lety 2012 až 2018 a stála 150 milionů korun. Za návrhem stojí ateliér Ehl & Koumar Architekti, jmenovitě architekti Alena Šrámková, Lukáš Ehl a Tomáš Koumar. Komplex získal v roce 2019 ocenění Stavba roku a ocenění Národní cena za architekturu 2019, které je nejvyšším oceněním české soutěže Grand Prix architektů.
Skládá se z šesti domů:
1. Cecílie – dům s širokou střechou, jenž se „krčí" pod lipami
2. Otýlie – „rozmarný" dům s kulatou střechou
3. Rudolf – dům, který se točí
4. Sylvie – prosklený, bohatý dům
5. Otakar – dům kolem náměstíčka
6. Rekonstruovaný dům na náměstí č. p. 2